# Klumme
En klumme er en fast, tilbagevendende, gerne humoristisk, kommentar i en avis, oftest skrevet af den samme journalist eller forfatter – benævnt en klummeskribent. En klumme belyser gerne nye vinkler af et emne.
En klumme var oprindelig en betegnelse for en side eller en spalte i en trykt bog eller avis – jf. latin columna (søjle). Den er opstillet efter avisens layout.
Indledningen af en klumme afhænger af det emne der er blevet valgt. Man kan starte en klumme i et in medias res.
En klumme er ofte ens egen mening i modsætning til en leder, som er et udtryk for avisens standpunkt.
| Anime eller manga | Spire Denne artikel om medie og kommunikation er en spire som bør udbygges. Du er velkommen til at hjælpe Wikipedia ved at udvide den. |